# 244ª Brigata artiglieria "Neman"
La 244ª Brigata artiglieria "Neman" (in russo 244-я артиллерийская Неманская бригада?, 244-ja artillerijskaja Nemanskaja brigada, unità militare 41603) è un'unità di artiglieria delle Forze terrestri russe, subordinata all'11º Corpo d'armata del Distretto militare di Leningrado e con base a Kaliningrad.

## Storia

### Unione Sovietica
Le origini dell'unità risalgono al 551º Reggimento artiglieria controcarri della Riserva del Comando Supremo dell'Armata Rossa, formato il 10 agosto 1941 a Podol'sk. Per il valore dimostrato in combattimento nel corso della seconda guerra mondiale il reggimento è stato insignito degli Ordini della Bandiera Rossa, di Suvorov e di Kutuzov, oltre al titolo onorifico "Neman" durante l'offensiva di Vilnius, parte dell'Operazione Bagration.

### Federazione Russa
La brigata nata dalla riorganizzazione del reggimento è stata schierata nella regione di Kaliningrad, dove è stata assegnata all'11º Corpo d'armata della Flotta del Baltico.
Nel 2022 ha preso parte all'invasione russa dell'Ucraina, venendo impiegata nella regione di Charkiv, in particolare in direzione di Kup"jans'k a partire dal 2023. Nel maggio 2024 ha partecipato alla rinnovata offensiva di Charkiv.

## Comandanti
- Colonnello Sergej Carev
- Colonnello Nikolaj Prochorov